# Richard Arvin Overton
Richard Arvin Overton (11 de mayo de 1906-27 de diciembre de 2018) fue un supercentenario estadounidense que, a la edad de 112 años y 230 días, fue el veterano de la Segunda Guerra Mundial de mayor edad verificado y el hombre más longevo de los Estados Unidos. Sirvió en el Ejército de los Estados Unidos. En 2013 fue homenajeado por el presidente Barack Obama. Residió en Austin, Texas, desde 1945 hasta su muerte en 2018.

## Primeros años
Overton nació en el Condado de Bastrop, Texas, hijo de Jim Gentry Overton (1877-1920) y Elizabeth "Lizzie" Franklin Overton Waters (1876-1939). El abuelo paterno de su padre, John Overton, Jr. era blanco e hijo de John Overton. El presidente Andrew Jackson también es un pariente lejano de Overton.

## Carrera militar y civil
Overton se alistó en el ejército estadounidense el 3 de septiembre de 1940, en Fuerte Sam Houston, Texas.
Sirvió en el Pacífico Sur desde 1940 hasta 1945, incluyendo paradas en Hawái, Guam, Palaos e Iwo Jima. Abandonó el ejército estadounidense en octubre de 1945 como técnico de quinto grado.
Overton trabajó en tiendas de muebles locales antes de ocupar un puesto en el Departamento del Tesoro de Texas (ahora parte de la Contralor de Cuentas Públicas de Texas) en Austin. Se casó dos veces pero no tuvo hijos.

## Años posteriores
Overton acaparó la atención de los medios de comunicación durante el fin de semana del Día de los Caídos de 2013 cuando dijo a Fox News que pasaría su Día de los Caídos "fumando puros y bebiendo café con whisky". Overton era conocido por fumar una docena de puros al día. Ese mismo Día de los Caídos, Overton se reunió con el Gobernador de Texas, Rick Perry. Overton también fue invitado a la Casa Blanca, donde se reunió con el presidente Barack Obama, y a la ceremonia del Día de los Veteranos en el Cementerio Nacional de Arlington, donde fue señalado por su nombre para ser elogiado por el presidente.
Durante un partido de la NBA entre los San Antonio Spurs y los Memphis Grizzlies el 24 de marzo de 2017, Overton fue homenajeado durante un descanso.
Overton es el protagonista de un documental de 2016, Mr. Overton, en el que se le entrevista sobre su rutina diaria, sus pensamientos sobre su longevidad y su servicio militar. El 3 de mayo de 2016, se convirtió en el veterano estadounidense de mayor edad que sobrevivía tras la muerte de Frank Levingston.
El 11 de mayo de 2016, Overton se convirtió en un supercentenario. Tras la muerte de Clarence Matthews (nacido el 1 de mayo de 1906) el 22 de julio de 2017, Overton se convirtió en el hombre estadounidense de mayor edad vivo. Overton fue hospitalizado por una neumonía en diciembre de 2018. Fue ingresado en un centro de rehabilitación, donde murió el 27 de diciembre de 2018, con 112 años con 230 días.

## Vida personal
Overton vivía en Austin, Texas. El 11 de diciembre de 2014, el Austin Community College reconoció a Overton con un título honorífico de asociado, la más alta distinción de la universidad. Era miembro de la Iglesia de Cristo y asistía regularmente a la iglesia.
El 1 de julio de 2018, se informó que Overton fue víctima de un robo de identidad. Un sospechoso de origen desconocido abrió una cuenta bancaria falsa con el número de la Seguridad Social de Overton, accedió a su cuenta corriente personal y utilizó el dinero para reunir bonos de ahorro. Overton también tenía una cuenta de GoFundMe que recaudó más de 420.000 dólares para su cuidado en casa. El 5 de julio de 2018, la familia de Overton anunció que Bank of America había restaurado los fondos en su cuenta.

## Condecoraciones militares
|  | Insignia de Infantería de Combate                |
|  | Estrella de Bronce                               |
|  | Medalla de Buena Conducta                        |
|  | Medalla del Servicio de Defensa Americano        |
|  | Medalla de la Campaña Americana                  |
|  | Medalla de la Campaña de Asia-Pacífico           |
|  | Medalla de Victoria de la Segunda Guerra Mundial |
|  | Encomienda de la Unidad al Mérito                |
|  | Insignia de puntería                             |
|  |                                                  |